# Myrmecotypus
Genre
Myrmecotypus est un genre d'araignées aranéomorphes de la famille des Corinnidae.

## Distribution
Les espèces de ce genre se rencontrent en Amérique.

## Description
Ce sont des araignées myrmécomorphes.

## Liste des espèces
Selon World Spider Catalog (version 25.5, 22/01/2025) :
- Myrmecotypus atratoides Silva-Junior & Bonaldo, 2024
- Myrmecotypus balerion Silva-Junior & Bonaldo, 2024
- Myrmecotypus candianii Silva-Junior & Bonaldo, 2024
- Myrmecotypus ciriaco Silva-Junior & Bonaldo, 2024
- Myrmecotypus dacetonoides (Mello-Leitão, 1948)
- Myrmecotypus drogon Silva-Junior & Bonaldo, 2024
- Myrmecotypus ednae Silva-Junior & Bonaldo, 2024
- Myrmecotypus formica (Simon, 1896)
- Myrmecotypus fuliginosus O. Pickard-Cambridge, 1894
- Myrmecotypus haddadi Perger & Rubio, 2021
- Myrmecotypus jasmineae Leister & Miller, 2014
- Myrmecotypus lineatipes Chickering, 1937
- Myrmecotypus lineatus (Emerton, 1909)
- Myrmecotypus niger Chickering, 1937
- Myrmecotypus olympus Reiskind, 1969
- Myrmecotypus orpheus Reiskind, 1969
- Myrmecotypus pilosus (O. Pickard-Cambridge, 1898)
- Myrmecotypus rapaxoides Silva-Junior & Bonaldo, 2024
- Myrmecotypus regianeae Silva-Junior & Bonaldo, 2024
- Myrmecotypus rettenmeyeri Unzicker, 1965
- Myrmecotypus rubrofemoratus Perger & Rubio, 2021
- Myrmecotypus tahyinandu Perger & Rubio, 2020

## Systématique et taxinomie
Ce genre a été décrit par O. Pickard-Cambridge en 1894 dans les Drasside.

## Publication originale
- O. Pickard-Cambridge, 1894 : « Arachnida. Araneida. » Biologia Centrali-Americana, Zoology, vol. 1, p. 121-144 (texte intégral).